# Жупінас Дмитро Васильович
Дмитро Васильович Жупінас (24 травня 1892 — † 26 серпня 1968) — полковник Армії УНР (генерал-хорунжий в еміграції).

## Життєпис
Народився у м. Сміла Київської губернії. Закінчив сільськогосподарське училище.

Перед врученням Залізних Хрестів «За Зимовий похід і бої» в таборі Вадовиці, Польща, 27 лютого 1921 р.
Зліва направо: Андріан Марущенко-Богдановський, Юрій Тисаревський, Іван Омелянович-Павленко, Атаназій Гонта, Грицько Скоблик, Олександр Коломенський, Дмитро Жупінас

### На службі РІА
Деякі джерела зазначають, що закінчив кавалерійське училище та служив у 12-му драгунському Стародубівському полку, однак документальних підтверджень немає. За даними штабу Дієвої армії УНР Д. Жупінас — поручик піхоти. Учасник Першої світової війни, був поранений.

### На службі УНР
1917 року бере участь в українізації війська. Весною 1918 очолив 14-й Поморський стрілецький полк в Одесі. З кінця листопада 1918 р — командир 1-го Одеського полку військ Директорії, згодом — Дієвої армії УНР, який 15 травня 1919 р. був з'єднаний із 2-м Чорноморським полком для створення 24-го Запорізького ім. гетьмана П. Сагайдачного полку. Очолював цей полк з травня до грудня 1919 року. Численні бої з ворогами 1919 року майже знищили полк, переформовано у збірну сотню ім. П. Сагайдачного Дієвої армії УНР.
Учасник Першого Зимового походу: командир кінної сотні ім. П. Сагайдачного (входила до складу 2-го Кінно-Запорізького полку), з січня 1920 р. — помічник командира 2-го Кінно-Запорізького полку — додано сотню полку Костя Гордієнка, командиром призначено полковника Волощенка, старшину-гарматника.. З 16 червня 1920 р. — командир Кінно-Запорізького полку Армії УНР до його остаточного розформування у 1927 р. 26 серпня 1920 Жупінас тяжко ранений в бою під Галичем. Окрему кінну дивізію інтерновано у Вадовицях. Кавалер Ордена Залізного Хреста. 15 травня 1922 року командира 2-го Кінно-Запорізького полку Жупінаса підвищено у полковники. По розформуванню жив на Волині.
У серпні-вересні 1941 року очолював Школу Української народної міліції у Луцьку, під прикриттям якої здійснювався військовий вишкіл курсантів для українського війська. Того ж року за відмову співпрацювати з німецьким командуванням потрапив до концентраційного табору.
З 1950 р. жив на еміграції у США, був активістом Детройтського відділення колишніх вояків-українців Америки. У 1960-х роках підвищений до звання генерал-хорунжого Армії УНР. Похований у Баунд-Бруці.